# Atsugi
Atsugi (厚木市, Atsugi-shi) és una ciutat de la prefectura de Kanagawa, al Japó. Tot i que "Atsugi" s'associa sovint a la base naval i aèria de la Marina dels Estats Units d'Atsugi, la base es troba en realitat situada entre les ciutats veïnes d'Ayase i Yamato.

## Geografia
Atsugi es troba en el centre muntanyós de la prefectura de Kanagawa. Una porció de l'oest de la ciutat es troba dins del Parc Quasi-Nacional de Tanzawa-Ōyama i inclou la muntanya Ōyama.

### Municipis veïns
- Isehara
- Ebina
- Sagamihara
- Zama
- Hadano
- Hiratsuka
- Aikawa
- Samukawaa
- Kiyokawa

## Història
L'àrea al voltant de l'actual ciutat d'Atsugi ha estat habitada durant milers d'anys. S'hi han trobat fragments ceràmics del període Jōmon en nombrosos indrets. Durant el període Kamakura, aquesta àrea pertanyia al shōen Mōri, propietat d'Ōe no Hiromoto. Els seus descendents, el clan Mōri, van governar el domini de Chōshū posteriorment. Aquesta àrea era coneguda per la seva indústria de la fosa, especialment la producció de campanes per a temples budistes. L'àrea passà a estar sota control del clan Ashikaga a principis del període Muromachi i més esdevingué part dels territoris del clan Hōjō d'Odawara. Amb l'inici del període Edo, l'àrea fou un territori tenryō controlat directament pel shogunat Tokugawa, però administrat per varis hatamoto, així com exclavaments sota el control del domini d'Odawara, el domini de Sakura, el domini de Matsuura, el domini d'Ogino-Yamanaka i el domini de Karasuyama. Després de la restauració Meiji, l'àrea fou consolidada en el districte Aikō de la prefectura de Kanagawa el 1876. El poble d'Atsugi fou creat l'1 d'abril de 1889 mitjançant la fusió de diversos llogarets. Atsugi obtingué l'estatus de ciutat l'1 de febrer de 1955 després de la fusió amb les viles veïnes de Mutsuai, Koaiyu, Tamagawa i Minamimori. La ciutat va expandir-se el 8 de juliol de 1958 mitjançant la fusió amb la vila veïn d'Echi, i amb la vila d'Aikawa del districte de Naka. El 30 de setembre de 1956, la vila d'Ogino va unir-se a Atsugi. L'abril del 2000, Atsugi va superar els 200.000 habitants i fou proclamada ciutat especial amb major autonomia del govern central.

## Economia
Atsugi és coneguda com a ciutat dormitori de cara a l'àrea metropolitana de Tòquio-Yokohama. Nissan té un centre de disseny a Atsugi des de 1982. A la ciutat també s'hi troben l'Atsugi Technology Center i l'Atsugi Technology Center 2. Anritsu té la seu a Atsugi.

## Transport

### Rodalies
La línia Odakyu Odawara passa per Atsugi amb destinació a Shinjuku i Odawara. L'estació principal és l'estació de Hon-Atsugi, mentre que l'estació d'Atsugi es troba prop d'Ebina.

## Agermanament
- – Yokote, Akita, Japó, des del 24 de maig de 1985
- – Abashiri, Hokkaidō, Japó, des del 5 de febrer de 2005
- – Nova Bretanya, Connecticut, EUA, des del 31 de maig de 1983
- – Yangzhou, Jiangsu, Xina des del 23 d'octubre de 1984
- – Gunpo, Corea del Sud des del 5 de febrer de 2005